# 문원준
문원준(1984년 3월 27일 ~)은 대한민국의 단편 및 독립 영화감독이자 현재는 영상PD로 활동중인 다소 이색적인 이력을 가진 영화감독이다
용인대 영화영상학과 촬영전공 / 동국대 영상대학원 연출 전공자 / 후반PD 및 편집자 / 기획 / 뮤비 제작참여 등으로 경험이 많다 
단편영화 <실로> -잃어버린 길을 찾다로 2015년 유니카 국제영화제에 동상을 수상 하였으며
러시아 국제영화제서 입선하여 영화감독으로 알려졌다 
이전에는 ggamy 라는 필명으로
클럽영상 편집 / 뮤직비디오 촬영 및 총괄 감독으로 활동한 경험이 있으며 
웹예능 스타카톸을 촬영 연출 하였다 

## 드라마
- 4가지 하우스 - 후반PD
- 시간이 멈추는 그때- 후반PD / 내부 조연출 시간이 멈추는 그때

## 수상
- 2015년 제2회 유니카국제영화제 동상 수상

## 예능
- 스타카톸 - 연출 / 촬영
- 나인뮤지스 - 편집 / 후반PD
- 뷰티,촌에 가다